# Bunyodkor Professional Futbol Klubi
Il Bunyodkor Professional Futbol Klubi (fino all'agosto 2008 Professional Futbol Klubi Quruvchi) è una società calcistica uzbeka con sede nella città di Tashkent. Milita nella massima serie del campionato di calcio uzbeko.

## Storia
Fu fondato il 6 luglio 2005. Giunto secondo nel campionato uzbeko del 2007 e qualificatosi, così, per la prima volta per la AFC Champions League, vinse il suo primo titolo nazionale nel 2008, con due giornate di anticipo rispetto alla fine del torneo, sotto la guida dell'allenatore Zico. Nella stessa annata si aggiudicò per la prima volta anche la coppa nazionale e giunse in semifinale di AFC Champions League. Nelle due successive stagioni vinse rispettivamente il secondo ed il terzo titolo nazionale, riuscendo a centrare nella stagione 2010 un nuovo double: vittoria nella stessa stagione di campionato e Coppa dell'Uzbekistan.
Nell'agosto 2008 il club cambiò nome in Bunyodkor Professional Futbol Klubi.
Nell'estate del 2008 formalizzò un'offerta al Barcellona per acquistare la stella camerunese Samuel Eto'o, ma la proposta fu rifiutata. Successivamente ingaggiò il fuoriclasse brasiliano Rivaldo e come allenatore Felipe Scolari. Nel gennaio 2010 fu acquistato Denilson. Nel maggio 2010 Scolari si dimise dall'incarico e al suo posto fu ingaggiato Mirjalol Qosimov, che aveva già ricoperto il ruolo di allenatore dal 2007 al 2008.
Nel 2012 raggiunse la semifinale della AFC Champions League e vinse la Coppa dell'Uzbekistan, mentre in campionato si piazzò secondo. Nel 2013 centrò un nuovo double scudetto-coppa nazionale e si aggiudicò la Supercoppa dell'Uzbekistan, mentre nel 2014 e nel 2015 fu sconfitto in finale di Coppa dell'Uzbekistan, piazzandosi quarto in campionato. Al secondo posto del 2016 fece seguito il quarto posto in campionato e la finale persa in coppa nazionale nel 2017.

## Organico

### Rosa
Aggiornata al 4 febbraio 2018.
| N. |                       | Ruolo | Calciatore            |
| -- | --------------------- | ----- | --------------------- |
| 2  | Uzbekistan (bandiera) | D     | Rustamjon Ashurmatov  |
| 3  | Uzbekistan (bandiera) | C     | Islomjon Kobilov      |
| 4  | Uzbekistan (bandiera) | D     | Akramjon Komilov      |
| 5  | Uzbekistan (bandiera) | D     | Javlon Mirabdullaev   |
| 6  | Uzbekistan (bandiera) | D     | Anvar Gafurov         |
| 8  | Uzbekistan (bandiera) | C     | Jovlon Ibrokhimov     |
| 9  | Uzbekistan (bandiera) | A     | Shahzodbek Nurmatov   |
| 14 | Uzbekistan (bandiera) | C     | Vokhid Shodiev        |
| 16 | Uzbekistan (bandiera) | C     | Alisher Sanayev       |
| 17 | Uzbekistan (bandiera) | C     | Dostonbek Khamdamov   |
| 18 | Uzbekistan (bandiera) | C     | Sardor Sabirkhodjaev  |
| 19 | Uzbekistan (bandiera) | C     | Nurillo Tukhtasinov   |
| 20 | Uzbekistan (bandiera) | C     | Sardorbek Azimov      |
| 21 | Uzbekistan (bandiera) | C     | Dilshodbek Axmadaliev |
| 22 | Uzbekistan (bandiera) | C     | Shohrux Gadoyev       |
| 23 | Uzbekistan (bandiera) | A     | Nodirhon Kamolov      |

| N. |                       | Ruolo | Calciatore            |
| -- | --------------------- | ----- | --------------------- |
| 25 | Uzbekistan (bandiera) | P     | Murod Zukhurov        |
| 28 | Uzbekistan (bandiera) | D     | Davronbek Umirov      |
| 29 | Uzbekistan (bandiera) | C     | Otabek Shukurov       |
| 30 | Uzbekistan (bandiera) | C     | Khurshid Giyosov      |
| 32 | Uzbekistan (bandiera) | P     | Suhrobjon Sultonov    |
| 35 | Uzbekistan (bandiera) | P     | Abdukarim Mukhammedov |
| 44 | Uzbekistan (bandiera) | C     | Mirjamol Kosimov      |
| 45 | Uzbekistan (bandiera) | P     | Dilshod Khamraev      |
| 50 | Uzbekistan (bandiera) | C     | Farrukh Ikramov       |
| 54 | Uzbekistan (bandiera) | A     | Mirjakhon Mirakhmadov |
| 59 | Uzbekistan (bandiera) | C     | Sukhrob Izzatov       |
| 77 | Uzbekistan (bandiera) | A     | Shokhruz Norhonov     |
| 97 | Uzbekistan (bandiera) | A     | Javoxir Esonkulov     |
| 99 | Serbia (bandiera)     | A     | Filip Rajevac         |
|    | Uzbekistan (bandiera) | C     | Sanjar Kodirkulov     |

## Palmarès

### Competizioni nazionali
- Campionato uzbeko: 5

2008, 2009, 2010, 2011, 2013
- Coppa dell'Uzbekistan: 4

2008, 2010, 2012, 2013
- Supercoppa dell'Uzbekistan: 1

2014
- O‘zbekiston Birinchi Ligasi: 1

2006

### Altri piazzamenti
- Campionato uzbeko:

Secondo posto: 2007, 2012, 2016
Terzo posto: 2019
- Coppa dell'Uzbekistan:

Finalista: 2007, 2009, 2014, 2015, 2017
Semifinalista: 2011, 2016, 2018, 2019
- AFC Champions League:

Semifinalista: 2008, 2012